# Bátaszék
Bátaszék là một thành phố thuộc hạt Tolna, Hungary. Thành phố này có diện tích 63,54 km², dân số năm 2010 là 6583 người, mật độ 104 người/km².